# Kunstgewerbeschule
Kunstgewerbeschulen waren im deutschsprachigen Raum seit Mitte des 19. Jahrhunderts bis etwa 1945 künstlerische Ausbildungsstätten (höhere Fachschulen) mit einem Schwerpunkt im Bereich der angewandten Kunst. Viele von ihnen gingen nach dem Zweiten Weltkrieg in Westdeutschland in Werkkunstschulen und in Ostdeutschland in Fachschulen für angewandte Kunst auf.

## Vorgeschichte
Gegen Ende der Frühen Neuzeit verloren die Zünfte als Ausbilder von Kunsthandwerkern an Bedeutung. Mit der Industrialisierung bildete sich im 19. Jahrhundert der neue Tätigkeitsbereich des Kunstgewerbes heraus. Vor allem Frankreich und England wurden in Stil, Ausführung und Technik als federführend wahrgenommen. In Paris bestand seit 1803 die École des arts décoratifs, in London wurden Kunstgewerbler seit 1837 an der Government School of Design ausgebildet. Die Erfolge waren auf den Weltausstellungen zu besichtigen, besonders nach London 1851 und Paris 1855 geht in den deutschsprachigen Ländern der zunehmende Nationalismus mit einer Kritik an der stilistischen Abhängigkeit von England und Frankreich einher.

## Deutschland

### Kunstgewerbeschulen
In Deutschland öffneten daraufhin mit dem Ziel der Förderung der deutschen Kunstindustrie bis zum Ende des 19. Jahrhunderts in rascher Folge zahlreiche Kunstgewerbeschulen.
Zu den ersten gehörten Nürnberg (1835), die Unterrichtsanstalt des Kunstgewerbemuseums in Berlin (1868) und München (1868).
Zu einer Erneuerung der Kunstgewerbebewegung kam es zwischen den Weltausstellungen Paris 1900 und Brüssel 1910 durch den 1907 gegründeten Deutschen Werkbund und die Einrichtung einer Professur für modernes Kunstgewerbe an der Handelshochschule Berlin. 1904 erließ das preußische Ministerium für Handel und Gewerbe den sogenannten „Lehrwerkstättenerlass“ für die 35 Kunstgewerbe- und Handwerkerschulen des Landes, ausgearbeitet von Hermann Muthesius. 1908 eröffnete in Weimar auf Bestreben von Henry van de Velde die Großherzoglich-Sächsischen Kunstgewerbeschule. Eine Kunstgewerbliche Fachschule in Flensburg ist zumindest zwischen 1905 und 1909 aus den Quellen belegt durch die Teilnahme von Emmy Gotzmann an Kursen im Aktzeichnen.
Die Kölner Werkbundausstellung von 1914 hatte großen Einfluss auf das Programm der Kunstgewerbeschulen. Während der Zeit des Nationalsozialismus wurden die Schulen gleichgeschaltet und firmierten nun als Meisterschulen des gestaltenden Handwerks.
| Gründung | Name                                                                             | Ort               | Auflösung | Ggf. Nachfolgeinstitution                                            |
| -------- | -------------------------------------------------------------------------------- | ----------------- | --------- | -------------------------------------------------------------------- |
| 1790     | Provinzial-Kunst- und Gewerkschule                                               | Königsberg        | 1933      | Meisterschule des Deutschen Handwerks                                |
| 1791     | Königliche Kunst- und Gewerbeschule                                              | Breslau           | 1932      |                                                                      |
| 1835     | Königliche Kunstgewerbeschule                                                    | Nürnberg          | 1940      | Akademie der bildenden Künste Nürnberg                               |
| 1868     | Königliche Kunstgewerbeschule München                                            | München           | 1937      | Akademie der Bildenden Künste München                                |
| 1868     | Unterrichtsanstalt des Kunstgewerbemuseums                                       | Berlin            | 1924      | Universität der Künste Berlin                                        |
| 1869     | Kunstgewerbeschule                                                               | Kassel            | 1946      | Schule für Handwerk und Kunst                                        |
| 1869     | Württembergische staatliche Kunstgewerbeschule                                   | Stuttgart         | 1941      | Staatliche Akademie der Bildenden Künste Stuttgart                   |
| 1870     | Großherzoglich Badische Kunstgewerbeschule                                       | Karlsruhe         | 1920      | Badische Landeskunstschule                                           |
| 1873     | Staatliche Kunstgewerbeschule                                                    | Bremen            | 1934      | Nordische Kunsthochschule                                            |
| 1874     | Pfälzische kunstgewerbliche Fachschule                                           | Kaiserslautern    |           |                                                                      |
| 1875     | Königlich Sächsische Kunstgewerbeschule                                          | Dresden           | 1950      | Hochschule für Bildende Künste Dresden                               |
| 1877     | Großherzogliche Kunstgewerbeschule und Fachschule für die Metallindustrie        | Pforzheim         | 1971      | Fachhochschule für Gestaltung                                        |
| 1878     | Kunstgewerbeschule                                                               | Wiesbaden         |           |                                                                      |
| 1879     | Kunstgewerbeschule                                                               | Frankfurt am Main | 1922      | Städelschule                                                         |
| 1883     | Kunstgewerbeschule                                                               | Mainz             | 1972      | Kunsthochschule Mainz                                                |
| 1883     | Kunstgewerbeschule Düsseldorf                                                    | Düsseldorf        | 1918      | Kunstakademie Düsseldorf                                             |
| 1883     | Industrieschule                                                                  | Sonneberg         |           |                                                                      |
| 1887     | Kunstgewerbe- und Handwerkerschule                                               | Magdeburg         | 1948      | Fachschule für angewandte Kunst Magdeburg                            |
| 1892     | Kunstgewerbe- und Handwerkerschule Hannover                                      | Hannover          | 1945      | Werkkunstschule Hannover                                             |
| 1894     | Kunstgewerbeschule Barmen                                                        | Barmen            | 1930      | Meisterschule für das gestaltende Handwerk Wuppertal                 |
| 1896     | Handwerker- und Kunstgewerbeschule Elberfeld                                     | Elberfeld         | 1930      | Meisterschule für das gestaltende Handwerk Wuppertal                 |
| 1896     | Staatliche Kunstgewerbeschule                                                    | Hamburg           | 1970      | Hochschule für bildende Künste Hamburg                               |
| 1898     | Staatlich-Städtische Handwerker- und Kunstgewerbeschule                          | Erfurt            | 1946      | Fachschule für angewandte Kunst                                      |
| 1899     | Kunstgewerbe- und Handwerkerschule                                               | Charlottenburg    | 1934      | Höhere Graphische Fachschule der Stadt Berlin                        |
| 1901     | Staatlich-städtische Gewerbeschule                                               | Essen             | 1927      | Folkwangschule                                                       |
| 1902     | Lehr- und Versuch-Ateliers für angewandte und freie Kunst, Wilhelm von Debschitz | München           | 1914      |                                                                      |
| 1904     | Zeichen- und Kunstgewerbeschule                                                  | Aachen            | 1927      | Werkkunstschule                                                      |
| 1904     | Handwerker- und Kunstgewerbeschule Crefeld                                       | Krefeld           | 1949      | Werkkunstschule Krefeld                                              |
| 1904     | Handwerker- und Kunstgewerbeschule                                               | Dortmund          | 1963      | Städtische Höhere Fachschule für Gestaltung                          |
| 1908     | Großherzoglich-Sächsische Kunstgewerbeschule                                     | Weimar            | 1915      | Staatliches Bauhaus                                                  |
| 1908     | Handwerker- und Kunstgewerbeschule Trier                                         | Trier             | 1945      | Trierer Werkschule                                                   |
| 1911     | Königlich-Preußische Handwerker- und Kunstgewerbeschule                          | Bromberg          | 1920      | Staatliche Gewerbeschule (1920–1939 in Polen)                        |
| 1913     | Schule Reimann                                                                   | Berlin-Schöneberg | 1943      |                                                                      |
| 1914     | Handwerker- und Kunstgewerbeschule Bielefeld                                     | Bielefeld         | 1933      | Handwerkerschule Bielefeld                                           |
| 1915     | Handwerker- und Kunstgewerbeschule Halle in der Burg Giebichenstein              | Halle             | 1933      | Hochschule für industrielle Formgestaltung Halle                     |
| 1923     | Werkschule für gestaltende Arbeit                                                | Stettin           | 1936      |                                                                      |
| 1926     | Kölner Werkschulen                                                               | Köln              | 1971      | Kunsthochschule für Medien Köln, Köln International School of Design |
| 1941     | Staatliche Kunstgewerbeschule Krakau                                             | Krakau            | 1943      |                                                                      |

### Werkkunstschulen nach 1945
Nach dem Zweiten Weltkrieg fand eine Erneuerung statt durch die Gründung der Werkkunstschulen in Aachen, Augsburg, Bielefeld, Braunschweig, Bremen, Darmstadt, Dortmund, Dresden, Düsseldorf, Essen, Hamburg, Hannover, Kiel, Krefeld, Kassel, Lübeck, Magdeburg, Mainz, Münster, Offenbach, Saarbrücken, Trier, Wiesbaden und Wuppertal. In der DDR gab es ab 1950 Fachschulen für angewandte Kunst in Erfurt, Heiligendamm, Leipzig, Magdeburg, Potsdam, Schneeberg und Sonneberg. Fachschulstudiengänge zur künstlerischen Formgestaltung gab es auch an verschiedenen Hochschulen der DDR.
Die meisten der früheren Werkkunstschulen gingen in Nachfolge-Hochschulen auf oder wurden, wenn sie nicht selbst zu eigenständigen Hochschulen für Bildende Künste umgewandelt wurden, in bestehende Kunsthochschulen integriert. Beispielsweise
- gingen aus den ehemaligen Zeichenschulen der „Hamburgischen Gesellschaft zur Beförderung der Künste und nützlichen Gewerbe“ (heute Patriotische Gesellschaft von 1765) neben der Fachhochschule Hamburg auch die Hamburger Schule für Kunst und Gewerbe, Vorläuferin der heutigen Hochschule für Bildende Künste Hamburg hervor,
- entwickelte sich aus der ehemaligen „Technischen Anstalt für Gewerbetreibende“ (1873) in Bremen nach mehrmaliger Umbenennung die „Hochschule für Gestaltung“ (1970) und schließlich die heutige Hochschule für Künste Bremen
- wandelte sich die ehemalige „Kieler Gewerbeschule“ (1907) in die „Technische und kunstgewerbliche Fachschule“ (1910), dann in die „Muthesius-Werkschule für Handwerk und angewandte Kunst“, nahm dann nacheinander den Status einer höheren Fachschule (bis 1972) beziehungsweise „Fachhochschule für Gestaltung“ an, bevor sie schließlich zur Muthesius Kunsthochschule Kiel (2007) erhoben wurde,
- gingen aus dem 1841 vom Braunschweiger Gewerbeverein gegründeten „Zeichen-Instithut“ die Hochschule für Bildende Künste Braunschweig hervor, aus der „Offenbacher Werkkunstschule“ die Hochschule für Gestaltung Offenbach am Main, aus der „Staatlichen Schule für Kunst und Kunstgewerbe, Saarbrücken“ (1924) die „Werkkunstschule für Kunst und Handwerk“ (1946–1971) wurde zum Fachbereich Kunst und Design der FH Saarbrücken und zur Hochschule der Bildenden Künste Saar (1989).
- ging aus der ehemaligen Handwerker- und Kunstgewerbeschule Elberfeld (1896/1897), die 1930 mit der 1894 gegründeten Kunstgewerbeschule Barmen zur Kunstgewerbeschule Wuppertal vereinigt wurde, dann Meisterschule für gestaltendes Handwerk und nach dem Zweiten Weltkrieg Werkkunstschule Wuppertal hieß, 1972 die Gesamthochschule Wuppertal hervor, die seit 2003 als Bergische Universität Wuppertal geführt wird,
- entwickelte sich aus der „Kunstgewerbeschule Essen“ (1911–1928) die „Folkwangschule“ (höhere Fachschule für Gestaltung) bis 1971, dann Teil der Universität Essen/Duisburg und ab 2008 (zusammen mit der Musikhochschule und der Hochschule für Darstellende Künste) der Fachbereich Design der Folkwang Universität der Künste, die einzige Hochschule in Deutschland mit Promotionsrecht im Fach Design.
- wurden die Kölner Werkschulen (1926–1971) zum „Fachbereich Kunst und Design“ an der Fachhochschule Köln und 1993 als Köln International School of Design (KISD) und Kunsthochschule für Medien Köln (KHM) neu gegründet.

Ohne Nachfolge blieben:
- die Fürstliche freie Zeichenschule in Weimar (1775–1930)
- das Lehr- und Versuchs-Atelier für angewandte und freie Kunst (kurz: Debschitz-Schule) in München (1902–1914)
- die Holzschnitzschule Bad Warmbrunn (1902–1945)
- die Staatliche Akademie für Kunst und Kunstgewerbe Breslau (1791–1932)

## Österreich

### Wien

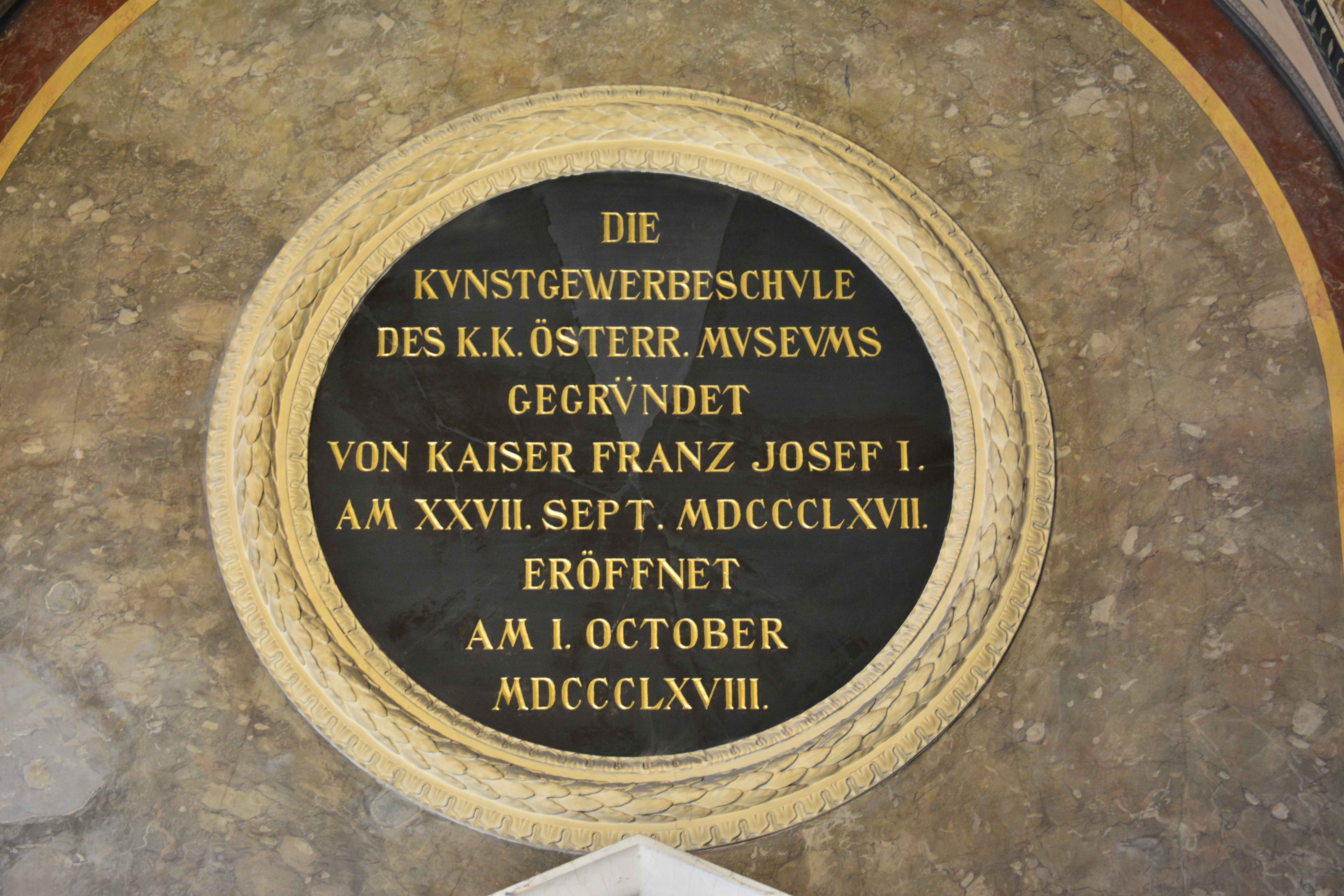
Gedenktafel für die kaiserlich-königliche Kunstgewerbeschule in Wien

Kaiser Franz Joseph I. gründete die „Kunstgewerbeschule des K. K. österreichischen Museums für Kunst und Industrie“ im September 1867 und eröffnete sie am 1. Oktober 1868. Auf die Ausbildungserfolge verwies eine Jubiläumsschrift 1929. Aus der Kunstgewerbeschule ging 1999 die Universität für angewandte Kunst Wien hervor. Unabhängig besteht weiterhin das Österreichische Museum für angewandte Kunst – MAK.

## Schweiz
In Zürich wurde 1878 die Kunstgewerbliche Fachschule gegründet, 1883 in Kunstgewerbeschule umbenannt.
In Basel wurde aus einer bestehenden Zeichnungs- und Modellierschule 1886 die Allgemeine Gewerbeschule, für deren kunstgewerbliche Fachklassen ab 1919 sich der Name Kunstgewerbeschule einbürgerte. Dieser Schulteil wurde zur unabhängigen Schule für Gestaltung, die später teilweise in die Hochschule für Gestaltung und Kunst integriert wurde.
In Luzern entwickelte sich 1877 aus der Zeichenschule die Kunstgewerbeschule Luzern. Aus ihr wurde 1972 die Schule für Gestaltung, heute ist sie ein Teil der Hochschule Luzern.
Sowohl in Bern als auch in Biel entstanden im späten 19. Jahrhundert Kunstgewerbeschulen, die heute als Schule für Gestaltung Bern und Biel zusammengefasst sind.